# Patvarc
Patvarc (szlovákul: Patvarec, Potvorce) község Nógrád vármegyében, a Balassagyarmati járásban.

## Fekvése
A vármegye északi részén fekszik, Balassagyarmattól délkeletre. Területe északnyugaton Balassagyarmat, keleten Őrhalom, délen Szűgy határával érintkezik, északon pedig Szlovákiával határos, ahol a határvonalat az Ipoly folyása képezi. A legközelebbi település a határ túloldalán az Erdőmeg (Záhorce) községhez tartozó Erdőszelestény (Seľešťany).

### Megközelítése
Bár külterületei között áthalad a 22-es főút, illetve a Aszód–Balassagyarmat–Ipolytarnóc-vasútvonal is, központja csak egy mellékúton érhető el, Balassagyarmat vagy Csitár érintésével, a 2119-es úton.

## Története
A honfoglalás idején a szlávok az Ipoly völgyében laktak a legsűrűbben.[forrás?]
A község nevét a szlávok adták, mely arra utal, hogy a település a honfoglalás idején Patvarc néven ismert volt. A Patvarc egyelemű tulajdonnév. Első nyelvi emlék 1335-ből származik, ahol Potvorch-ként volt olvasható. Tulajdonképpen egy Potvor nevű személy emberei, Potvorék. A szláv Potvor személynév etimológiailag azonos a magyar patvar főnév szláv előzményével.
Patvarc Balassagyarmat szomszédságában fekvő kis község. 1460-1468 idején a szécsényi uradalomhoz tartozott. A 16. század közepén szintén behódolt a töröknek és az 1562-1563. évi török adólajstromban nyolc adóköteles házzal van felvéve, 1579-ben tizenegy adóköteles házzal írták össze. Ekkor a nógrádi szandzsákhoz tartozott. A 16. század végén elpusztult, s még az 1715-1720. évi összeírásból is hiányzik. 1770-ig azonban ismét benépesült, s az úrbéri rendezéskor Kubinyi Antal, Bossányi Ignácz és a Prónay örökösök voltak a földesurai, 1826-ban pedig a híres Szent-Iványi Anzelm, kinek emlékét a falu végén lévő dombon felállított emlékkő őrzi. A falu eddigi földesura 1854-ben meghalt. A gazdaságot felesége, Jezerniczky Katalin vette át, aki férjhez ment báró Pongrácz Istvánhoz. Majd haláluk után a patvarci gazdaságot Pongrácz Anzelmné irányított 1882-ig.
1882-ben Zichy Nándorné megvásárolta a volt Szent-Iványi család patvarci birtokát. Az 1894. évi egyesítés után két lányának férje, Mailáth Géza és Buttler Ervin tulajdonába került a birtok. Patvarc a későbbiekben Mailáth kézen maradt.
A község a 19. század közepéig megőrizte egyutcás jellegét. Változás 1920-ban és a II. világháború után, 1980-ban történt, amikor először tizenkettő, majd hatvankettő új házhelyet parcelláztak ki.
A község 1950-ig a szügyi körjegyzőséghez tartozott. Majd 1950. október 26-án megalakult a patvarci Községi Tanács, ekkor a falu önálló lett. 1973. január 1-jétől a községet Balassagyarmathoz csatolták, ezzel Patvarc az önállóságát elvesztette. „A Magyar Népköztársaság Elnöki Tanácsának községegyesítéséről szóló 17/1972. számú határozata a balassagyarmati járáshoz tartozó Ipolyszög, valamint Patvarc községnek Balassagyarmat várossal Balassagyarmat néven történő egyesítését rendelte el.˝ Közigazgatási önállóságát az 1990-es évek elején kapta vissza.

## Közélete

### Polgármesterei
- 199…–1994: …Lacsok János
- 1994–1998: Csesznák Pál (független)[4]
- 1998–2002: Ifj. Gajdos Pál (független)[5]
- 2002–2006: Gajdos Pál (független)[6]
- 2006–2010: Bernáth Kornélia (független)[7]
- 2010–2014: Bernáth Kornélia (független)[8]
- 2014–2019: Bernáth Kornélia (független)[9]
- 2019–2024: Bernáth Kornélia (független)[10]
- 2024– : Bernáth Kornélia (független)[1]

## Népesség
A település népességének változása:
| Lakosok száma | 708  | 704  | 680  | 701  | 723  | 710  | 714  |
|               | 2013 | 2014 | 2015 | 2021 | 2022 | 2023 | 2024 |

2001-ben a település lakosságának 98%-a magyar, 1%-a szlovák, 1%-a cigány nemzetiségűnek vallotta magát.
A 2011-es népszámlálás során a lakosok 86,8%-a magyarnak, 6,2% cigánynak, 0,3% németnek, 1,2% szlováknak mondta magát (13,2% nem nyilatkozott; a kettős identitások miatt a végösszeg nagyobb lehet 100%-nál). A vallási megoszlás a következő volt: római katolikus 58%, református 1,5%, evangélikus 13,6%, felekezeten kívüli 5,1% (21% nem nyilatkozott).
2022-ben a lakosság 92,9%-a vallotta magát magyarnak, 1,7% cigánynak, 1,1% németnek, 0,6% szlováknak, 0,3% örménynek, 0,3% ruszinnak, 0,1-0,1% szlovénnek, románnak, lengyelnek, görögnek, bolgárnak és ukránnak, 3,6% egyéb, nem hazai nemzetiségűnek (7,1% nem nyilatkozott; a kettős identitások miatt a végösszeg nagyobb lehet 100%-nál). Vallásuk szerint 52,8% volt római katolikus, 8,2% evangélikus, 3% református, 1,7% egyéb keresztény, 1% egyéb katolikus, 5,8% felekezeten kívüli (27,5% nem válaszolt).

## Nevezetességei
- Harangláb. A templom közelében álló népies barokk harangláb a 18. század második feléből származik.
- Majláth-kastély. A klasszicista eredetű Majláth-kastély 1830-ban épült, majd a 19. század második felében romantikus stílusban átalakították. Az államosítás után több funkcióban használták, majd magántulajdonba került.
- Római katolikus templom (Szent kereszt templom). A község központjának meghatározó épülete a kis római katolikus templom, mely 1858-ra készült el, neogótikus stílusban. Eredetileg a Szent-Ivány család kriptakápolnája volt.
- Patvarci pincesor. A község Nógrádgárdony felőli részén, a dombot körülölelő régi présházakból és pincékből több mint száz máig megmaradt és különleges hangulatot teremt a környékbelieknek.

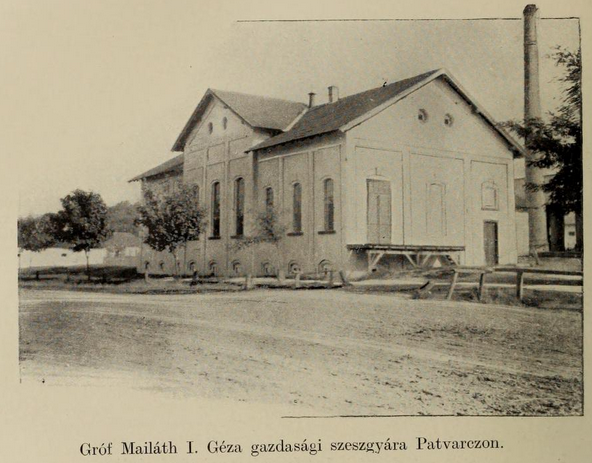
A szeszgyár (1911)
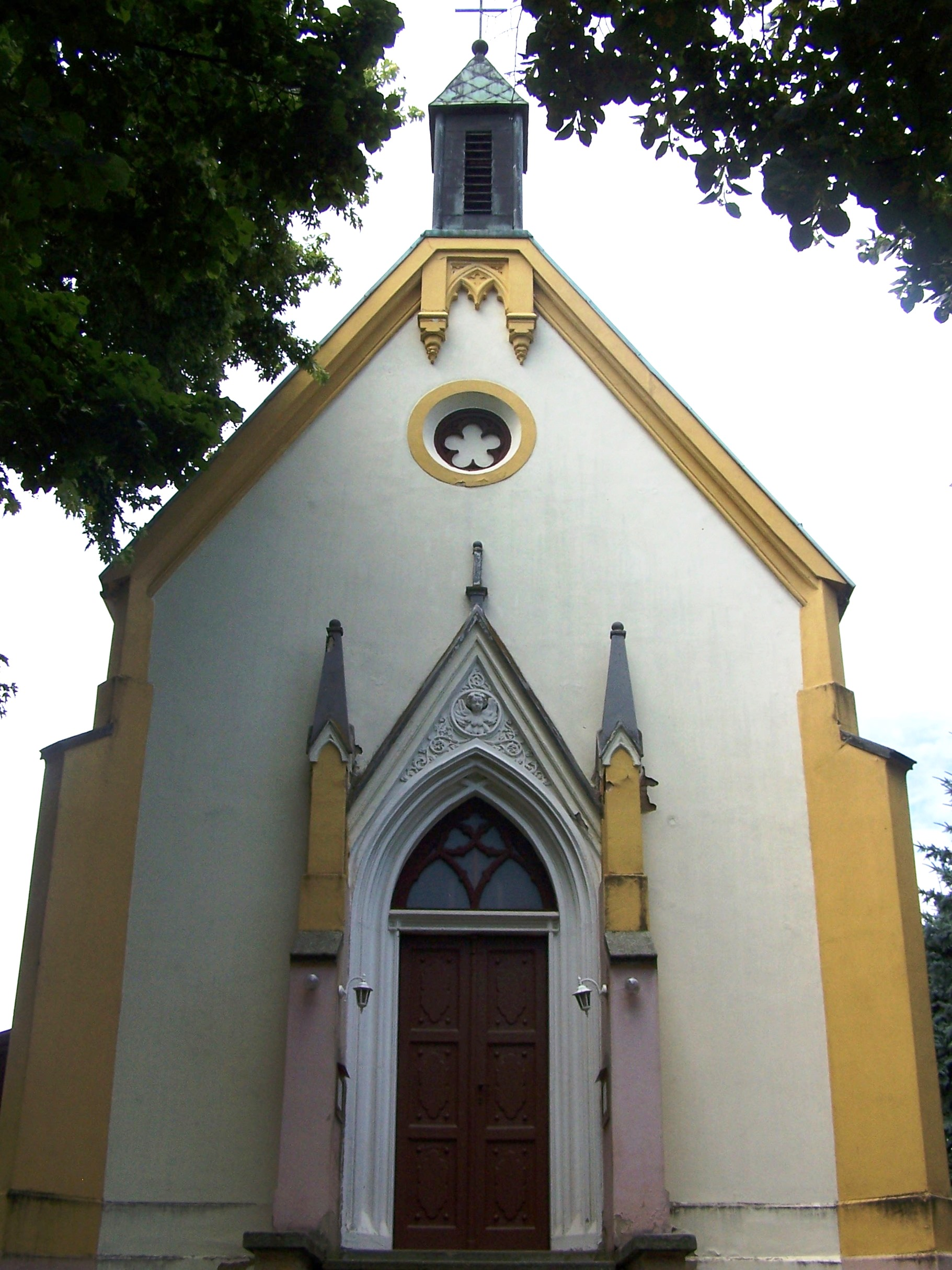
A Szent kereszt-templom
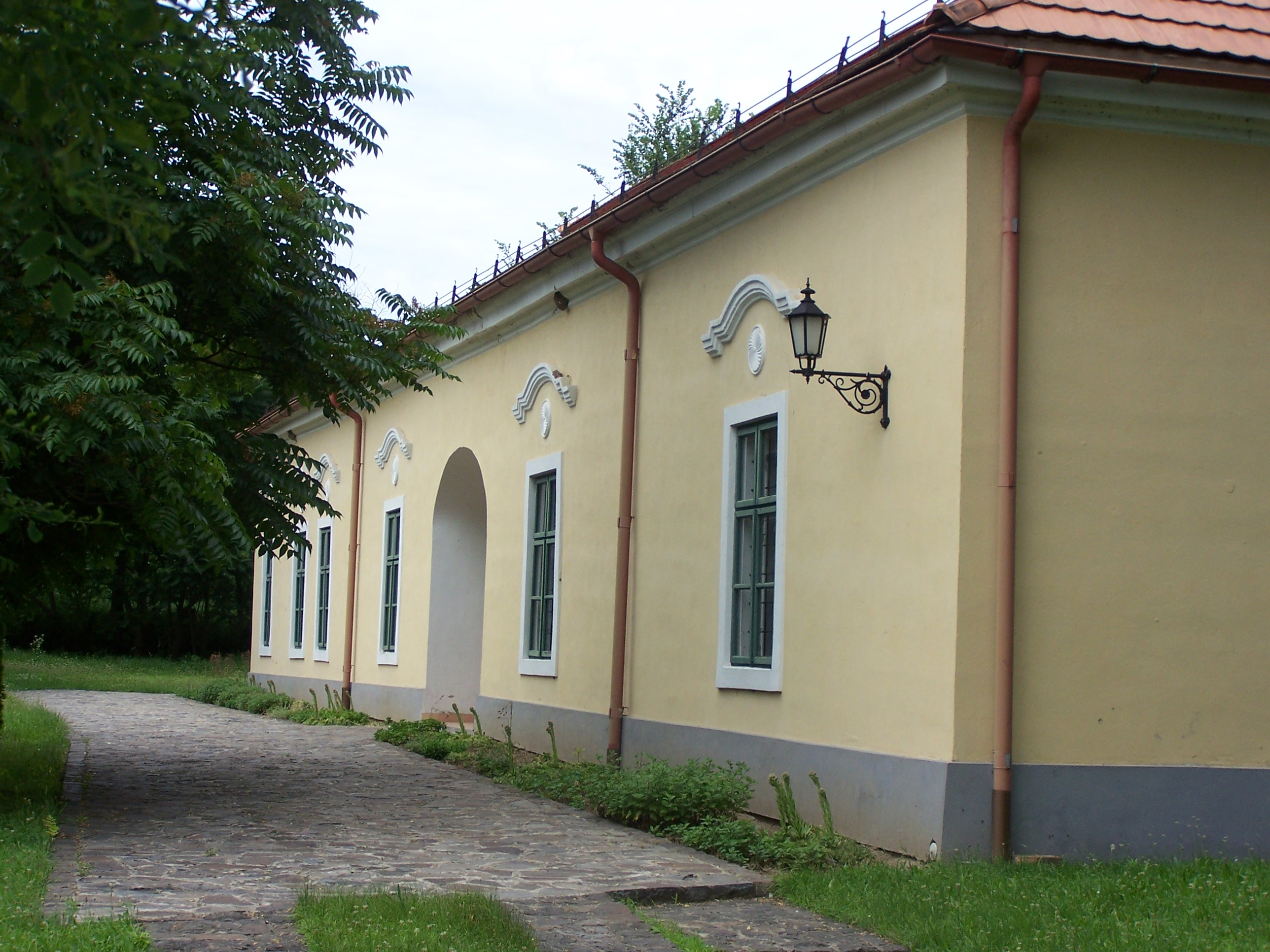
A Majláth-kastély